# Worthaus
Worthaus e. V. ist ein 2010 gegründeter, gemeinnütziger Verein mit Sitz in Tübingen, der sich zum Ziel gesetzt hat,
„den aktuellen Diskussionstand der christlichen Hochschultheologie einem breiten Publikum verständlich und ... kostenfrei zugänglich zu machen.“ Zu diesem Zweck werden Video- und Audiovorträge in einer Mediathek auf worthaus.org kostenfrei zur Verfügung gestellt. Sie wurden auf meist mehrtägigen, von Worthaus veranstalteten Vortragsreihen und Konferenzen aufgezeichnet. Aus den Teilnahmegebühren dieser Veranstaltungen sowie aus Spenden finanziert Worthaus seine Arbeit.

## Geschichte
In einer Bielefelder Privatwohnung traf sich 2010 der Gründerkreis von Worthaus; der Initiator war der Projektmanager Martin Christian Hünerhoff. Für das Projekt, wissenschaftliche Theologie allgemeinverständlich über das Internet bekannt zu machen, stand zunächst nur Siegfried Zimmer als Referent zur Verfügung, dann stieß Thomas Breuer hinzu. Mit zunehmender Bekanntheit von Worthaus gelang es, eine Reihe von Professoren als Referenten zu gewinnen, vor allem von der Universität Heidelberg (Wilfried Härle, Manfred Oeming und Michael Welker) sowie der Universität Leipzig (Marco Frenschkowski, Andreas Schüle und Peter Zimmerling).
Geschah die Gründung zunächst mit Unterstützung evangelischer Theologen, kamen nach und nach auch Vertreter katholischer Theologie hinzu (unter anderem Peter Arzt-Grabner, Patrick Becker, Georg Langenhorst, Simone Paganini, Stefan Schreiber und Klaus von Stosch).

## Anspruch
Worthaus nennt drei Merkmale, die als Anspruch an die eigenen Bemühungen gestellt werden:
- theologische Substanz
- Verständlichkeit
- gesellschaftliche Relevanz.[3]

Einzelne Worthaus-Referenten können als Repräsentanten unterschiedlicher Positionen in einer Spannung zueinander stehen und sind nicht auf Uniformität festgelegt. „Für Worthaus hat eine in jeder Hinsicht einheitliche theologische Richtung keine Priorität“.

## Interdisziplinarität
Christlicher Glaube ist interdisziplinär, er profitiert von der Beschäftigung mit:
- Sozialwissenschaften
- Naturwissenschaften
- Dialog mit anderen Religionen
- Begegnungen mit der Kunst

Für Worthaus lohnt es sich, fachübergreifend zu denken und das interdisziplinäre Gespräch nach vielen Seiten zu suchen.

## Konferenzen
Die jeweils fünftägigen Jahrestagungen fanden zunächst in Weimar statt, seit 2014 in Heidelberg. Waren bei der ersten Veranstaltung 40 Teilnehmer gekommen, so waren es im Juni 2019 in Tübingen über 600 Teilnehmer.

### Referenten
- Peter Arzt-Grabner (Papyrologie und Bibelauslegung)
- Patrick Becker (Systematische Theologie)
- Angelika Berlejung (Altes Testament, Altorientalistik)
- Thomas Breuer (Kirchengeschichte)
- Thorsten Dietz (Systematische Theologie)
- Eugen Drewermann (tiefenpsychologische Exegese)
- Marco Frenschkowski (Neues Testament)
- Jörg Frey (Neues Testament)
- Wilfried Härle (Religionsphilosophie, Dogmatik und Ethik)
- Christine Jacobi (Neues Testament)
- Georg Langenhorst (Didaktik des Katholischen Religionsunterrichts und Religionspädagogik)
- Heidrun Mader (Neues Testament)
- Andreas Malessa (Theologie und Publizistik)
- Manfred Oeming (Altes Testament)
- Simone Paganini (Biblische Theologie)
- Stefan Schreiber (Neues Testament)
- Andreas Schüle (Altes Testament)
- Friedrich Schweitzer (Religionspädagogik, Praktische Theologie)
- Klaus von Stosch (Katholische Theologie und ihre Didaktik)
- Christiane Tietz (Systematische Theologie)
- Peter Wick (Neues Testament)
- Michael Welker (Systematische Theologie)
- Siegfried Zimmer (Religionspädagogik)
- Peter Zimmerling (Praktische Theologie)

## Rezeption
Worthaus wurde im evangelikalen Raum überregional bekannt, unter anderem durch die positive Berichterstattung von Livenet. Durch Präsenz beim Freakstock-Festival wurde ein jüngeres Publikum angesprochen.
Im evangelikalen Spektrum wird Worthaus e. V. kontrovers beurteilt: Bereits 2015 wurde der Referent Siegfried Zimmer wegen seiner Positionen zum Thema Homosexualität von Michael Kotsch (Bibelbund) scharf kritisiert. Zimmer hatte in einem Worthaus-Vortrag eine Öffnung für die Anliegen Homosexueller angemahnt und konservativ-ablehnende Haltungen zurückgewiesen. Ein kritischer Beitrag von  Markus Till gehörte zu den 2017 viel geteilten Artikeln in christlichen Blogs.  Bernhard Olpen nennt die Arbeit von Worthaus „beispielhaft für die Konsequenzen einer Hermeneutik, die den Verstehenshorizont des Menschen und zeitbedingte Anschauungen zur Grundlage macht“. Dies führe bei Siegfried Zimmer zu einer Neubewertung biblischer Texte, die als zeitgebundene Dokumente einer vergangenen Zeit heute keine Gültigkeit mehr beanspruchen könnten. Laut dem Theologen Jürgen Mette hingegen ist die Vortragsserie „ein Werkzeug zur Stärkung theologischer Urteilsfähigkeit und eine befreiende Horizonterweiterung“.